# Đội tuyển Fed Cup Peru
Đội tuyển Fed Cup Peru đại diện Peru ở giải đấu quần vợt Fed Cup và được quản lý bởi Liên đoàn Quần vợt Peru.  Đội hiện tại thi đấu ở Nhóm II khu vực châu Mỹ.

## Lịch sử
Peru tham dự kì Fed Cup đầu tiên vào năm 1982.  Thành tích tốt nhất của đội là vào đến vòng 16 đội trong năm đầu ra mắt.